# 李仲翔 (1906年)
李仲翔（1906年—1941年11月），化名李林，男，山东莱阳人，中国共产党早期领导人。

## 生平
1932年，加入中国共产党。1933年7月，山东临时省委遭破坏，特委与上级党失掉联系。张静源到天津，与中共北方局取得联系。9月，中共青岛临时市委派李仲翔到胶东巡视工作，通过协商解决胶东特委领导的莱阳县委和青岛临时市委领导的莱阳县委合并问题。后升任中共青岛市委书记、中共山东省委秘书长。1938年1月，组织山东徂徕山起义，坚持鲁南游击战争。同年10月，任山东纵队民运部部长。1939年8月，担任中共鲁南区党委民运部部长。1940年春，任中共山东分局组织部部长。1941年11月，日军对鲁南进行大扫荡，在反扫荡作战中阵亡。